# میرنال
میرنال، یک آبادی از توابع بخش دهج، شهرستان شهربابک در استان کرمان ایران است.

## جمعیت
این آبادی در دهستان خبر قرار دارد و براساس سرشماری مرکز آمار ایران در سال ۱۳۹۵، سکنه دائم آن کمتر از سه خانوار بوده‌است.